# Гуаставино, Диего
Диего Николас Густавино Бентакур (исп. Diego Nicolás Guastavino Bentancor; родился 26 июля 1984 года, Сальто) — уругвайский футболист, атакующий полузащитник клуба «Прогресо».

## Биография

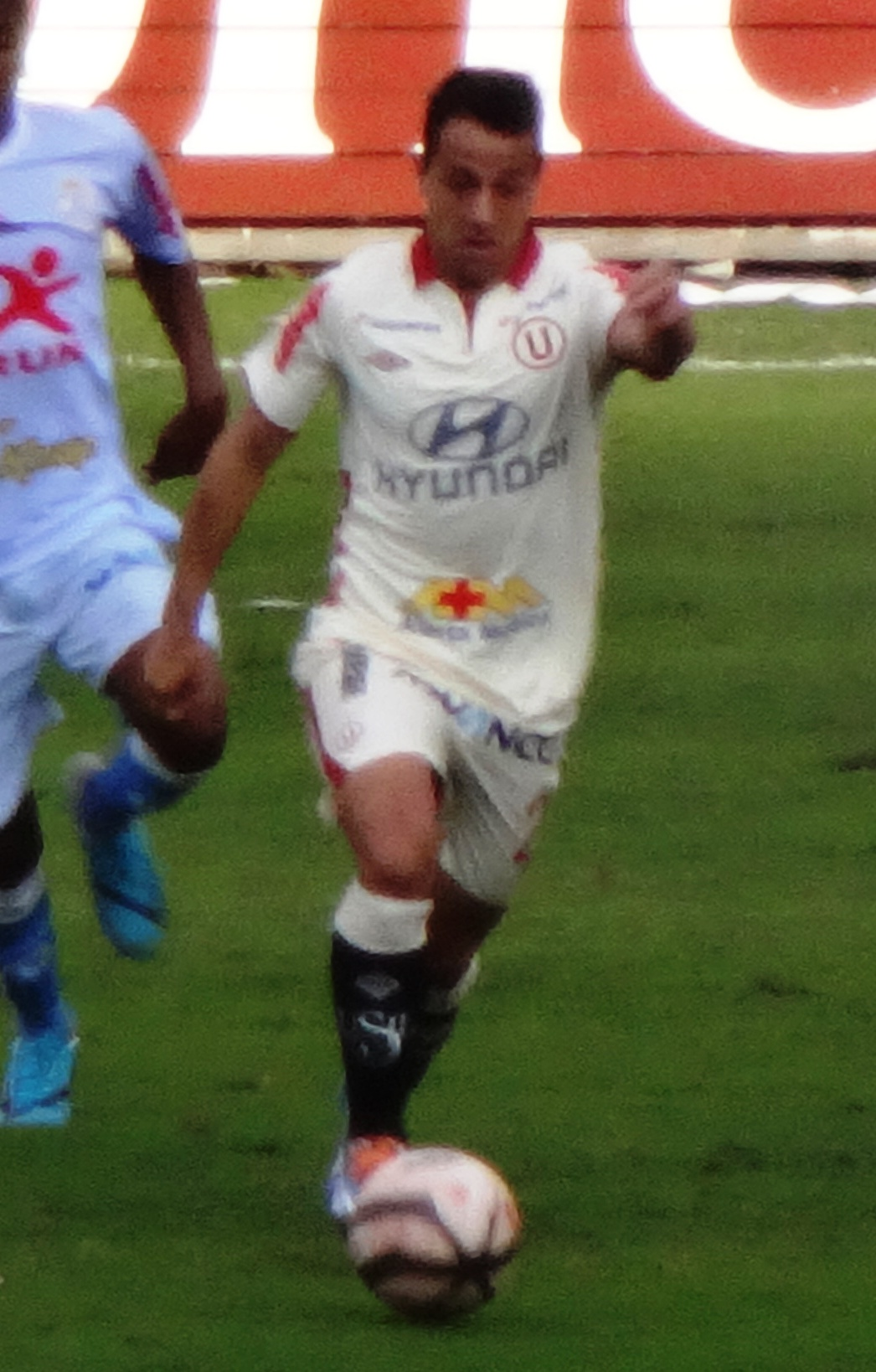
Густавино в составе «Университарио»

Густавино начал профессиональную карьеру в клубе «Суд Америка». В 2004 году он перешёл в «Депортиво Мальдонадо», но уже по окончании сезона уехал в Европу, играть за швейцарский «Лугано». В 2007 году Диего вернулся на родину, где вновь выступал за «Депортиво Мальдонадо» и столичный «Ривер Плейт». Летом 2008 года Густавино перешёл в норвежский «Люн». 20 июля в поединке против «Стрёмгодсета» Диего забил свой первый гол за Типпелиге.
Летом 2009 года Густавино перешёл в «Бранн». 16 августа в матче против «Стрёмгодсета» он дебютировал за новый клуб. В этом же поединке Диего забил свой первый гол за «Бранн».
Летом 2012 года Густавино присоединился к мексиканскому «Керетаро». 22 июля в матче против «Леона» он дебютировал в мексиканской Примере. В поединке против «Монтеррея» Диего забил свой первый гол за «Керетаро». В начале 2013 года Густавино был отдан в аренду в перуанский «Университарио». 10 февраля в матче против «Универсидад Сесар Вальехо» он дебютировал в перуанской Примере. 12 мая поединке против «Хосе Гальвес» Диего забил свой первый гол за «Университарио». В своём дебютном сезоне он помог клубу выиграть чемпионат.
В начале 2015 года Густавино перешёл в чилийский Универсидад де Консепсьон. 17 января в матче против «О’Хиггинс» он дебютировал в чилийской Примере. В этом же поединке Диего забил свой первый гол за «Универсидад де Консепсьон». По итогам сезона Густавино помог клубу завоевать Кубок Чили. В 2016 году он вновь примкнул к «Университарио». В начале 2018 года Густавино вернулся на родину, став игроком столичного «Ливерпуля». 4 февраля в матче против «Серро» он дебютировал за новую команду. В этом же поединке Диего забил свой первый гол за «Ливерпуль». Летом того же года Густавино на правах аренды перешёл в колумбийский «Санта-Фе». 22 июля в матче против «Бояка Чико» он дебютировал в Кубке Мустанга. 12 августа в поединке против «Альянса Петролера» Диего забил свой первый гол за «Санта-Фе». 31 октября в матче Южноамериканского кубка против «Депортиво Кали» он отметился забитым мячом.

## Достижения
Клубные
 «Университарио»
- Чемпионат Перу по футболу — 2013

 «Универсидад де Консепсьон»
- Обладатель Кубка Чили — 2014/2015